# Gallinago stenura
Il beccacino strenuo (Gallinago stenura, Bonaparte 1831) è un uccello della famiglia degli Scolopacidae dell'ordine dei Charadriiformes.

## Sistematica
Gallinago stenura non ha sottospecie, è monotipica.

## Distribuzione e habitat
Questo uccello vive in Asia, dalla Russia all'Indonesia e dall'Iran alla Malaysia, compresi Giappone, Oman, Sri Lanka, Filippine, Maldive, Isole Cocos e isole Andamane e Nicobare. È di passo nella Penisola Arabica, in Somalia, Kenya, Comore, Seychelles, Christmas Island, Papua Nuova Guinea e Australia. Di rado si spinge anche in Tunisia e nel sud Italia.